# نگارارد
نگارارد (به لاتین: Ngaraard) یک منطقهٔ مسکونی در پالائو است که در پالائو واقع شده‌است. نگارارد ۴۱۳ نفر جمعیت دارد.